# 赤髮童子
赤髮童子是琉球（今日本沖繩縣）傳說中的妖怪。
其外形是穿著紅色衣服的紅髮嬰兒。常常出沒於老屋，夜間會在睡著的人枕邊跑動，有時會惡作劇般壓在人身上（和阿伊努民間傳說中的愛奴凱塞很相似）。
其外觀和習性和赤髮精靈有很多共同點，也有人認為「アカガンター」即是赤髮精靈的別名。妖怪研究家多田克己在其著作中認為，赤髮童子和座敷童子是同種類的妖怪。民俗學者日野巌在『日本妖怪変化語彙』中將「アカガンターワラバー」名稱用日本漢字寫為「赤い髪の童子の妖怪」。

## 腳註
1. 1 2  村上健司編著『妖怪事典』 毎日新聞社，2000年，5頁。ISBN 978-4-6203-1428-0。
2. 1 2  多田克己『幻想世界の住人たちIV 日本編』 新紀元社〈Truth in fantasy〉，1990年，261頁。ISBN 978-4-915146-44-2。
3. ↑  日野巌『動物妖怪譚（下）』 中央公論新社〈中公文庫〉，2006年，225頁。ISBN 978-4-12-204792-1。